# Elaphoglossum coimbra-buenoi
Elaphoglossum coimbra-buenoi är en träjonväxtart som beskrevs av Alexander Curt Brade. Elaphoglossum coimbra-buenoi ingår i släktet Elaphoglossum och familjen Dryopteridaceae. Inga underarter finns listade.